# Мирослав Начев
Мирослав Начев е български футболист, защитник. Роден е на 24 август 1990 година в Силистра. Известен с изявите си в отборите на Черноморец (Балчик) и Добруджа (Добрич).